# Benson Kipruto
Benson Kipruto (* 17. März 1991) ist ein kenianischer Langstreckenläufer.

## Erfolge
Am 22. Mai 2016 gewann Kipruto beim Kigali International Peace Marathon den Halbmarathon mit einer Zeit von 1:04:13  h. 2018 gewann er den Toronto Waterfront Marathon in einer Zeit von 2:07:24 h.
Bei der Veranstaltung Battle of the teams des Prag-Marathons siegte er im Frühjahr 2021 in 2:10:16 h.
Im Oktober 2021 gewann Kipruto den 125. Boston-Marathon in einer Zeit von 2:09:51 h.
2023 erzielte Kipruto mit 2:04:02 h eine neue Bestzeit, als er beim Chicago-Marathon Zweiter wurde.
2024 erzielte Kipruto mit 2:02:16 h eine neue Bestzeit als Sieger des Tokio-Marathons. Bei den Olympischen Spielen in Paris lief er hinter Tamirat Tola und Bashir Abdi nach 2:07:00 h zu Bronze.

## Persönliche Bestleistungen
- Halbmarathon: 1:00:06 h, 5. September 2020 in Prag
- Marathon: 2:02:16 h, 3. März 2024 in Tokio